# Temazepam
Temazepamul este un medicament din clasa 1,4-benzodiazepinelor, fiind utilizat în tratamentul insomniilor. Calea de administrare disponibilă este cea orală.
Prezintă efecte anxiolitice, hipnotice și sedative, anticonvulsivante și miorelaxante.
Molecula a fost patentată în 1962 și a fost aprobată pentru uz medical în 1969.

## Utilizări medicale
Temazepamul este indicat în tratamentul de scurtă durată al tulburărilor de somn de etiologie variată care sunt severe sau invalidante.

## Farmacologie
Ca toate benzodiazepinele, temazepamul acționează ca modulator alosteric pozitiv al receptorului de tip A pentru acidul gama-aminobutiric (R GABAA), reducând excitabilitatea neuronilor.